# Trichoniscus styricus
Trichoniscus styricus is een pissebed uit de familie Trichoniscidae. De wetenschappelijke naam van de soort is voor het eerst geldig gepubliceerd in 1958 door Hans Strouhal.